# Asteropus haeckeli
Asteropus haeckeli är en svampdjursart som beskrevs av Arthur Dendy 1905. Asteropus haeckeli ingår i släktet Asteropus och familjen Ancorinidae.
Artens utbredningsområde är Sri Lanka. Inga underarter finns listade i Catalogue of Life.